# District de Jacobabad
Le district de Jacobabad ou Jaccobabad (en ourdou : ضلعو جیکب آباد) est une subdivision administrative du nord de la province du Sind au Pakistan. Constitué autour de sa capitale Jacobabad, le district est entouré par la province du Baloutchistan au nord et à l'ouest, le district de Kashmore à l'est et enfin les districts de Shikarpur, de Larkana et de Qambar Shahdadkot au sud.
Créé en 1952, le district compte près d'un million d'habitants en 2017. La population, qui parle essentiellement sindhi, est principalement rurale et vit de l'agriculture. Le district est surtout pauvre et peu développé.

## Histoire
La région de Jacobabad a été sous la domination de diverses puissances au cours de l'histoire, notamment le Sultanat de Delhi puis l'Empire moghol, avant d'être est intégrée au Raj britannique en 1858. Le district tire son nom de la ville de Jacobabad fondée en 1847, baptisée ainsi selon l'officier de la Compagnie britannique des Indes orientales John Jacob.
Lors de l'indépendance vis-à-vis de l'Inde en 1947, la population majoritairement musulmane soutient la création du Pakistan. Lors de la partition, des hindous quittent alors la région pour rejoindre l'Inde, tandis que des migrants musulmans venus d'Inde s'y installent. Le district est créé en 1952.
En décembre 2004, le district perd une partie de sa superficie avec la création du district de Kashmore.

## Démographie

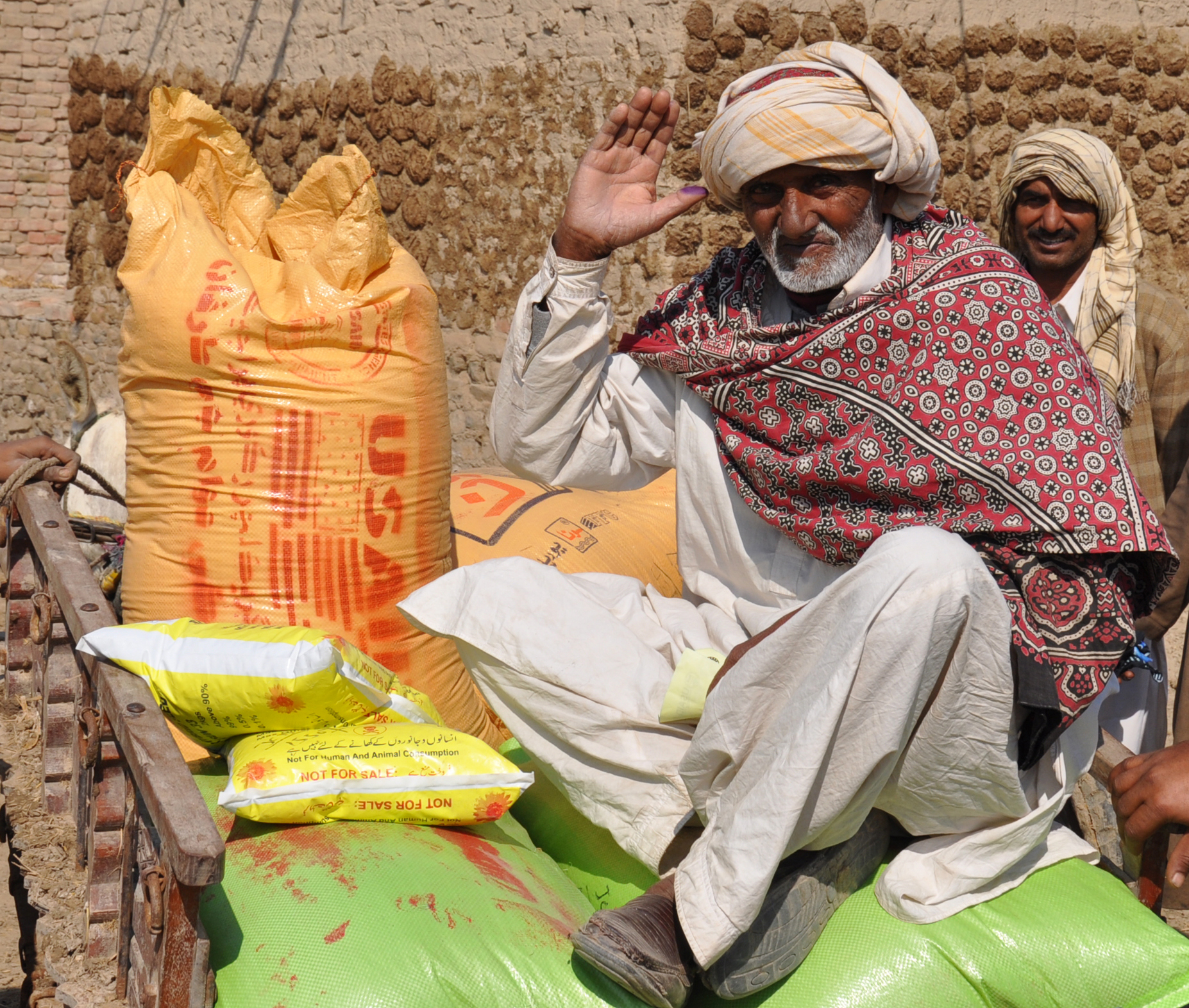
Un fermier du district lors des inondations de 2010.

Lors du recensement de 1998, la population du district a été évaluée à 1 425 572 personnes, dont environ 24 % d'urbains. Le taux d'alphabétisation était de 24 % environ, soit bien moins que les moyennes nationale et provinciale de 44 % et 45 % respectivement. Il se situait à 34 % pour les hommes et 12 % pour les femmes, soit un différentiel de 22 points, semblable aux 20 points de la province du Sind. En prenant en compte la création du district de Kashmore en 2004, la population de 1998 est rétrospectivement ramenée à 727 190 habitants, dont 26 % d'urbains.
Le recensement suivant mené en 2017 pointe une population de 1 006 297 habitants, soit une croissance annuelle de 1,7 %, inférieure aux moyennes nationale et provinciale de 2,4 %. Le taux d'urbanisation augmente pour s'établir à 30 %.
La langue la plus parlée du district est de loin le sindhi, pour plus de 90 %, et on trouve une petite minorité parlant baloutche.
La population est musulmane à 91 % en 1998, même si on trouve des minorités religieuses : 7 % d'hindous, 2 % de chrétiens ainsi que des sikhs et zoroastriens.

## Administration

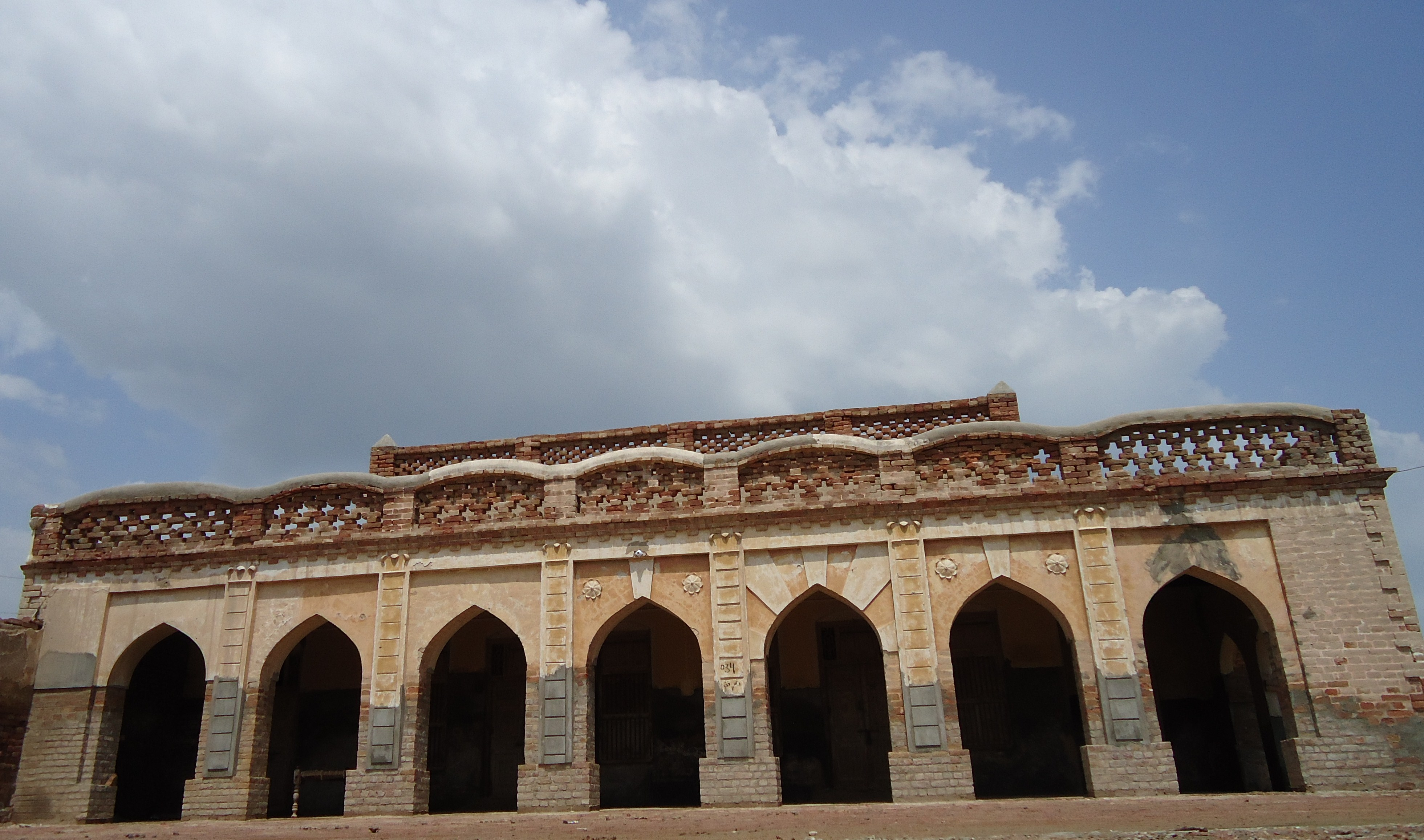
Monument dans le tehsil de Thul.

Le district est divisé en trois tehsils ainsi que 44 Union Councils.
| Tehsil       | Population (rec. 2017) |
| ------------ | ---------------------- |
| Garhi Khairo | 158 360                |
| Jacobabad    | 382 513                |
| Thul         | 465 424                |

Seules deux villes du district comptent plus de 20 000 habitants. La plus importante est de loin la capitale Jacobabad, qui rassemble près de 19 % de la population du district et 64 % de sa population urbaine. Avec la seconde ville du district Thul, elles représentent 88 % de la population urbaine.
| Ville     | Population (rec. 2017) |
| --------- | ---------------------- |
| Jacobabad | 191 076                |
| Thul      | 70 158                 |

## Économie et éducation

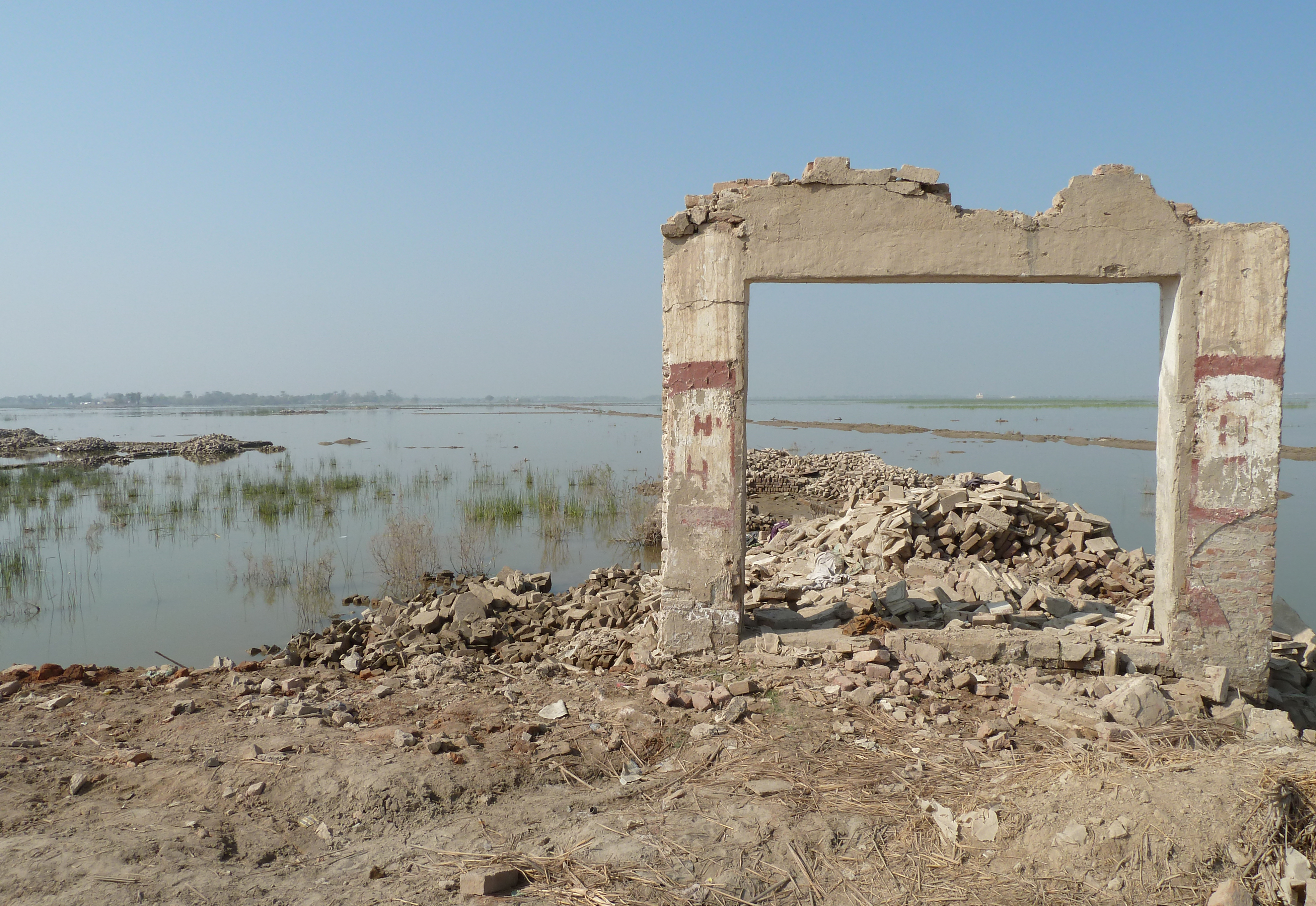
Reste d'une école détruite par les inondations de 2010.

Jacobabad est un district peu développé et principalement rural. Il est toutefois relativement bien situé sur les axes de circulation. Les deux principales villes sont desservies par le train et Jacobabad est reliée à la route nationale no 65, entre Quetta et Shikarpur.
Selon un classement national de la qualité de l'éducation, le district se trouve bien en dessous de la médiane du pays, avec une note de 45 sur 100 et une égalité entre filles et garçons de 67 %. Il est classé 123e sur 141 districts au niveau des résultats scolaires et 94e sur 155 au niveau de la qualité des infrastructures des établissements du primaire.

## Politique
Entre 2002 et 2018, le district est représenté par les quatre circonscriptions no 13 à 16 à l'Assemblée provinciale du Sind. Lors des élections législatives de 2008, elles sont toutes remportées par des candidats du Parti du peuple pakistanais (PPP), et de même durant les élections législatives de 2013. À l'Assemblée nationale, il est représenté par les deux circonscriptions no 208 et 209. Lors des élections législatives de 2008, elles ont été toutes deux remportées par des candidats du PPP, et de même durant les élections législatives de 2013.
À la suite de la réforme électorale de 2018, le district est représenté par la circonscription no 196 à l'Assemblée nationale ainsi que les trois circonscriptions no 1 à 3 de l'Assemblée provinciale. Lors des élections législatives de 2018, le Mouvement du Pakistan pour la justice parvient à remporter la moitié des sièges en jeu, s'implantant dans cet ancien fief électoral du PPP.
| Parti                                      | Voix (national) | %       | Élus nationaux | Élus provinciaux |
| ------------------------------------------ | --------------- | ------- | -------------- | ---------------- |
| Mouvement du Pakistan pour la justice      | 92 307          | 45,45 % | 1              | 1                |
| Parti du peuple pakistanais                | 86 881          | 42,78 % | 0              | 2                |
| Muttahida Majlis-e-Amal                    | 12 740          | 6,27 %  | 0              | 0                |
| Autres partis                              | 762             | 0,37 %  | 0              | 0                |
| Indépendants                               | 10 415          | 5,13 %  | 0              | 0                |
| Total exprimés (participation : 44,59 %)   | 203 105         | 100 %   | 1              | 3                |
| Source : Commission électorale du Pakistan |                 |         |                |                  |